# Media Lovin’ Toolkit
Media Lovin' Toolkit — это мультимедийный фреймворк с открытым исходным кодом, представляющий собой набор средств для создания видеоредакторов, медиаплееров, перекодировщиков видео, широковещательных и других приложений, работающих с видео потоками. Является основой таких систем нелинейного монтажа, как Kdenlive, Flowblade, OpenShot и Shotcut.
MLT имеет модульную структуру, и использует в своей работе набор библиотек для работы с мультимедиа FFmpeg, звуковой сервер JACK и другие открытые компоненты.